# Strutture Trasporto Alto Adige
La STA - Strutture Trasporto Alto Adige SpA, in tedesco STA - Südtiroler Transportstrukturen AG, è una società per azioni italiana appartenente alla Provincia di Bolzano che si occupa della gestione (e in parte dell'esercizio) dell'infrastruttura del trasporto provinciale.

## Storia
La STA - Strutture Trasporto Alto Adige SpA trae le sue origini dalla SAD S.p.A., società costituita a Bolzano il 1º luglio 1979 con il capitale sociale detenuto inizialmente per un terzo dalla Provincia di Bolzano, per un terzo da investitori locali e per il restante terzo da un gruppo di piccole imprese del settore dei trasporti, che diventa operativa il 1º gennaio 1980 dopo aver acquisito il pacchetto azionario della Società Automobilistica Dolomiti S.p.A., nata a Cortina nel 1927 con la partecipazione paritaria della società Atesina S.p.A. di Trento e della Ferrovia delle Dolomiti S.p.A..
Nel 1989 la Provincia di Bolzano acquisisce il pacchetto azionario della FEAR per mezzo della SAD, arrivando a ottenere il controllo quasi completo di quest'ultima.
Nel 1987 l'orientamento della Provincia, contrario a rendere totalmente pubblica la SAD, e il regolamento CEE 1191/69, portano alla completa separazione tra la gestione dell'infrastruttura, che rimane alla SAD S.p.A. (ora controllata al 100% dalla Provincia) e l'esercizio dei servizi di trasporto, che viene trasferito alla nuova Società Automobilistica Dolomiti S.p.A., riprendendo la denominazione di quella che fu operativa tra il 1927 e il 1979.
Nel 1994, la SAD modifica il proprio statuto e cambia denominazione in SAD Trasporto Locale S.p.A. (SAD Nahverkehr AG) e nel contempo il ramo societario detentore del patrimonio infrastrutturale diventa STA – Strutture Trasporto Alto Adige SpA.
Nel 2000 la STA - Strutture Trasporto Alto Adige SpA, riceve dalla Provincia Autonoma di Bolzano l'incarico di ricostruire la linea ferroviaria Merano-Malles Venosta, dismessa dalle Ferrovie dello Stato nel 1990.
Nel 2002, in previsione dell'avvio dell'esercizio regolare della ferrovia ricostruita, che avverrà il 5 maggio 2005, la Provincia Autonoma di Bolzano acquista tramite la controllata STA, 12 autotreni Diesel-elettrici GTW 2/6 Stadler, che vengono dati in uso alla SAD – Trasporto Locale S.p.A..
Il 5 maggio 2005, inizia l’esercizio regolare della Ferrovia Venosta, con SAD come impresa ferroviaria e la STA come gestore dell'infrastruttura tramite la sua controllata Infrastrutture Ferroviarie (SBA).
Con l'obiettivo di estendere il modello di esercizio della Merano-Malles alle ferrovie della Val Pusteria e del Brennero, la Provincia Autonoma di Bolzano ordina nel gennaio 2006, e sempre tramite la STA, 8 elettrotreni bisistema (3 kV in corrente continua per la rete ferroviaria italiana e 15 kV in corrente alternata monofase per la rete ferroviaria austriaca) Stadler FLIRT, di cui 4 in composizione a quattro casse, immatricolati nel gruppo ETR 155, e 4 in composizione a sei casse, immatricolati nel gruppo ETR 170, che vengono dati in uso alla SAD – Trasporto Locale.
Nel luglio 2011 la Provincia Autonoma di Bolzano ordina tramite STA 5 ulteriori elettrotreni a sei casse ETR 170, tre dei quali vengono dati in uso a SAD – Trasporto Locale e due a Trenitalia (che subentra nell'acquisto degli altri tre previsti inizialmente da STA), nonché 8 casse intermedie per portare a sei casse gli ETR 155 del precedente ordine, trasformandoli così in ETR 170 allo scopo di unificare il parco rotabile assegnato  in uso a SAD – Trasporto Locale.
Alla fine di novembre 2013 la STA incorpora la società affiliata Infrastrutture Ferroviarie (SBA) che aveva in carico la gestione della ferrovia Merano-Malles.
Nel 2018 la STA assume la gestione del marchio altoadigemobilità e del design della mobilità pubblica. Nel 2021 assume la responsabilità dell’Ufficio AltoAdige Pass, responsabile per la gestione e l’emissione degli abbonamenti AltoAdige Pass, e dell’Ufficio Servizi e Informazioni, responsabile per i contatti con i passeggeri.
Nel 2021 STA rileva da SAD l'esercizio di ferrovia del Renon, funivia del Renon e funicolare della Mendola.